# Antoni Edward Odyniec

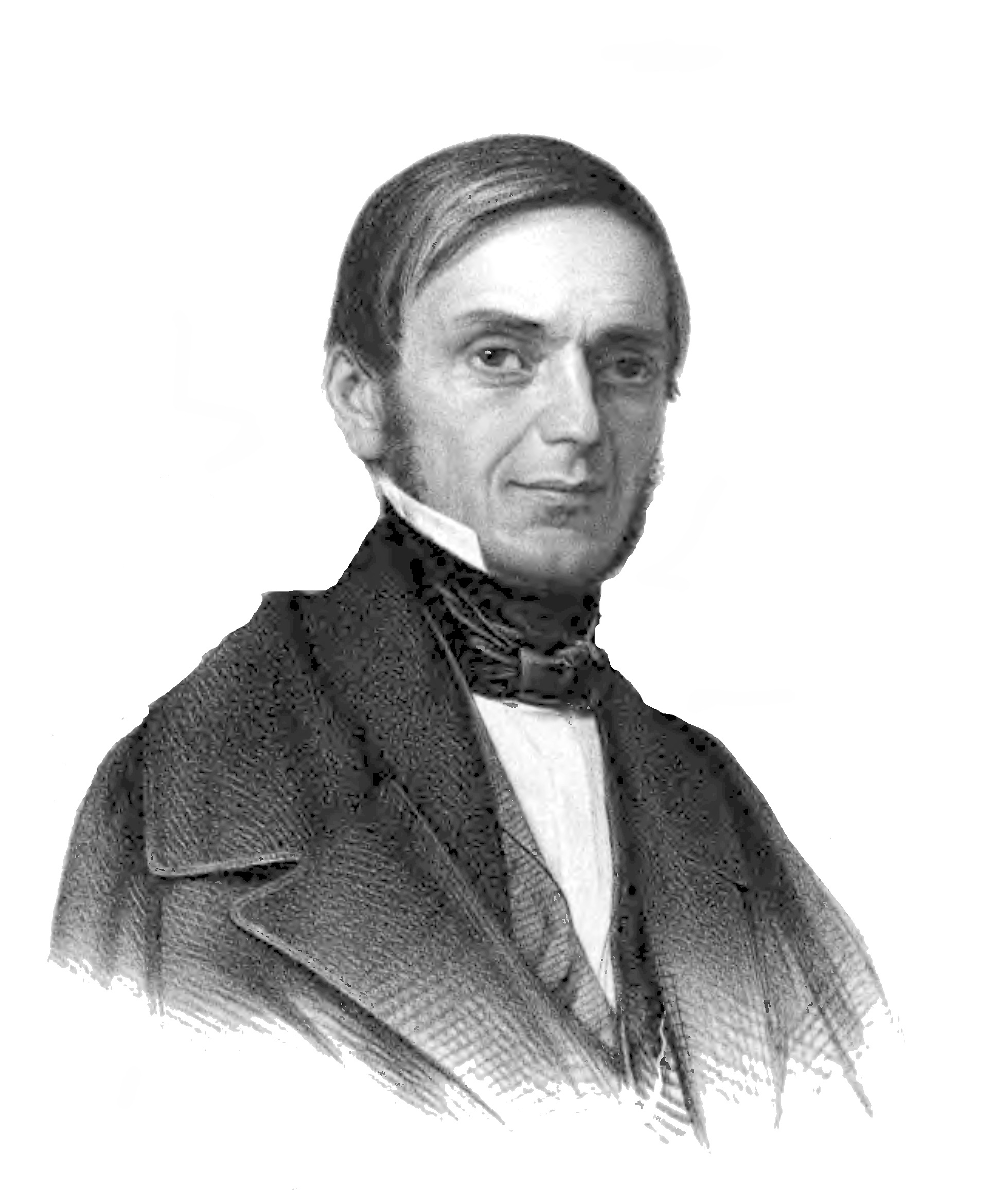
Antoni Edward Odyniec

Antoni Edward Odyniec (* 25. Januar 1804 in Giejstuny; † 15. Januar 1885 in Warschau) war ein polnischer Lyriker, Dramatiker und Übersetzer.
Odyniec begann 1820 Rechtswissenschaften an der Universität Wilna zu studieren. Er lernte dort Adam Mickiewicz kennen und schloss sich unter dessen Einfluss dem polnisch-patriotischen Filareten-Bund an. Nachdem ihn die zaristischen Behörden mehrere Monate in Haft genommen hatten, entstand 1824 sein Pieśń Filaretów. Er lebte bis 1829 in Warschau, wo er sein Studium fortsetzte und 1825–26 zwei Gedichtbände (Poezje) veröffentlichte.
1829–30 unternahm er mit Mickiewicz eine Bildungsreise durch Europa, bei der er Deutschland, u. a. verbunden mit dem Besuch bei Goethe in Weimar festgehalten in Briefen an Julian Korsak, die Schweiz und Italien besuchte, an der Feier zum 80. Geburtstag Goethes teilnahm und Zygmunt Krasiński kennenlernte. 1831 ließ er sich in Dresden nieder. Hier arbeitete er an der Übersetzung von Werken Walter Scotts und Byrons, betätigte sich als Mitherausgeber der ersten Bände der Buchreihe Biblioteka Klasyków polskich (Bibliothek der polnischen Klassiker), die von 1882 bis 1909 erschien, und schrieb Artikel für die Zeitschrift Przyjaciel Ludu.
1837 kehrte Odyniec nach Wilna zurück, wo er an der Glucksbergs Universalenzyklopädie mitarbeitete, für den Kurier Wileński schrieb und die Dramen Felicyta und Barbara Radziwiłłówna verfasste. Ab 1866 lebte er in Warschau und schrieb hier für den Kurier Warszawski. In dieser Zeit veröffentlichte er Listy z podróży (1867–1878) und Wspomnienia z przeszłości opowiadane Deotymie (1879–1883).